# 卢俊卿
卢俊卿（1962年—）， 頭銜為「世界杰出华商协会主席」，宣稱為社会活动家、国际慈善家、企业管理专家，世界杰出华商慈善大使。多项作假欺骗证据後來被媒體曝光。四大名爹之一。

## 外部連結
- 世界杰出华商协会称为中非希望工程倒贴500万 （页面存档备份，存于）
- 媒体揭露卢俊卿及世界杰出华商协会八大谎言 （页面存档备份，存于）